# لور وودسيد (بيدفوردشير)
لور وودسيد (بالإنجليزية: Lower Woodside)‏ هي قرية تقع في المملكة المتحدة في شرق انجلترا.